# Artur de Oliveira
Artur de Oliveira (Porto Alegre, Rio Grande do Sul, 11 de agosto de 1851 – Rio de Janeiro, 21 de agosto de 1882), foi um jornalista e professor brasileiro, patrono da cadeira n.º 3 da Academia Brasileira de Letras.

## Biografia
Filho de João Domingos de Oliveira e Maria Angélica de Oliveira, aos dezesseis anos vai para o Rio de Janeiro, onde frequenta os meios literários da época, travando amizade com Machado de Assis e outros intelectuais. Reprovando a vida boêmia que o filho mantinha na Corte, João Domingos de Oliveira envia-o para o Colégio do Caraça, em Minas Gerais, onde passa pouco menos de um ano. Não logrando ingressar na Faculdade de Direito do Recife, o pai, desejando vê-lo formado em ciências jurídicas, envia-o à Europa onde, sobretudo em Paris, mantém contato com alguns dos artistas mais consagrados da época - entre eles Théophile Gautier, Leconte de Lisle, Victor Hugo e Gustave Doré. Tornando-se escassos os recursos paternos, Artur de Oliveira, após passar algum tempo em Berlim e em Paris, retorna ao Brasil em 1872.
Conquanto nunca tenha publicado poesias, atribui-se a Artur de Oliveira o papel de ser um dos introdutores do Parnasianismo no Brasil, pelo fato de, regressando ao país, ter compartilhado no meio literário carioca os ideais artísticos em voga na Europa de então. Sobre essa influência, consignou Manuel Bandeira:
Artur de Oliveira, curioso tipo de boêmio, que quase nada produziu, mas tendo residido algum tempo em Paris, exerceu de volta enorme fascinação sobre o meio literário brasileiro, para o qual foi sem dúvida o revelador da corrente parnasiana já dominante em França.
Após um casamento mal-sucedido e uma tentativa malograda de tentar ganhar a vida com o magistério no interior da Província do Rio de Janeiro, Artur de Oliveira regressa à Corte, onde obtém uma colocação de professor interino de Português e história literária no Colégio Pedro II. Com a saúde minada pela tuberculose, Artur falece no Rio de Janeiro, em 21 de agosto de 1882, aos 31 anos. Quatorze anos depois, por ocasião da fundação da Academia Brasileira de Letras, o escritor luso-brasileiro Filinto de Almeida escolhe Artur de Oliveira como patrono da cadeira n.º 3 daquele silogeu. O conto "O Anel de Polícrates" em Papéis Avulsos de Machado de Assis inspira-se na personalidade exuberante de Artur de Oliveira, o "saco de espantos".

## Obras publicadas
- Flechas, crônicas, sob o pseudônimo de Bento Gonçalves (1873).
- A Rua do Ouvidor (Monografia Fluminense), memórias, sob o pseudônimo de Bento Gonçalves (1873)
- Tese de concurso à cadeira de professor substituto de Retórica, Poética e Literatura Nacional no Imperial Colégio Pedro II, 1879.
- Dispersos, textos organizados por Luís Filipe Vieira Souto, com nota preliminar de Afrânio Peixoto, 1936.